# Der Große Kurfürst (Denkmal auf der Sparrenburg)

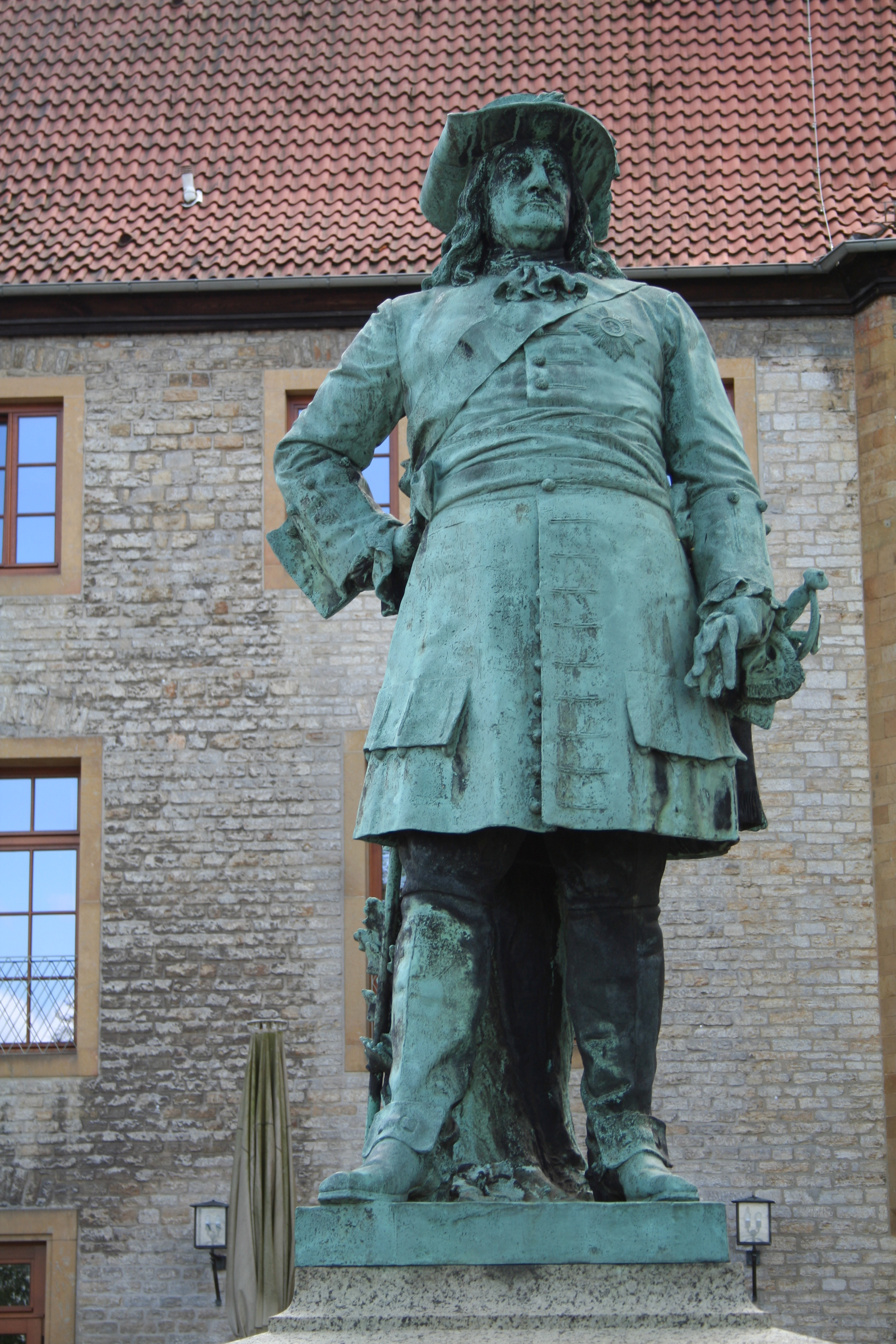
Der Große Kurfürst

Der Große Kurfürst ist eine 1900 enthüllte Statue zu Ehren des Kurfürsten Friedrich Wilhelm (1620–1688) auf der Sparrenburg in der ostwestfälischen Stadt Bielefeld. Sie ist ein Geschenk von Kaiser Wilhelm II. an die Stadt Bielefeld. Es handelt sich um eine erste aufgestellte Ausführung einer Arbeit des Bildhauers Fritz Schaper. Sie zählt zum Figurenprogramm, das zwischen 1895 und 1901 an der Berliner Siegesallee errichtet wurde.

## Technische Daten
| Titel                 | Der Große Kurfürst                                |
| Bildhauer             | Fritz Schaper                                     |
| Gießer                | Aktiengesellschaft / vormals H. Gladenbeck & Sohn |
| Standort              | Innenhof der Sparrenburg                          |
| Gesamthöhe der Statue | 2,50 m + 2,40 m = 4,90 m                          |
| Enthüllung            | 6. August 1900 durch Kaiser Wilhelm II.           |

## Beschreibung
Der Große Kurfürst ist als friedfertiger Staatsgründer im Hofkostüm dargestellt. Beim Kostüm orientierte sich Schaper, dessen erste Ausführung mit der Darstellung als Feldherr von Wilhelm II. abgelehnt worden war, an der Mode der damaligen Zeit. In der Linken hält er Handschuhe, während er sich mit seiner Rechten auf einen Stock stützt. Er trägt Reitstiefel und sein Hut ist hochgekrempelt.
Auf dem Hof der Sparrenburg stehend, blickt der Große Kurfürst in nördliche Richtung auf die Innenstadt Bielefelds. Die Statue mit einer Höhe von 2,50 m steht auf einem Granitsockel von 2,40 m Höhe: eine Verbindung ist nicht feststellbar.
Auf dem hohlen Fußsockel sind die Worte F. SCHAPER FEC. 1899 eingraviert (lateinisch Fec[it] ‚hat es angefertigt‘). Auf der Südseite des Granitsockels stehen die in Gold gefassten Worte KAISER WILHELM II – DER STADT BIELEFELD – 1900.
Die Vorderseite des Sockels schmückt eine Tafel mit der Inschrift FRIEDRICH WILHELM – GROSSER KURFUERST – 1640–1688 – DOMINE, FAC ME SCIRE VIAM, – QUAM AMBULEM. („Herr, lass mich den Weg wissen, den ich gehen werde.“)

## Aufstellung des Standbildes
Als Standort für das Standbild sah Kaiser Wilhelm den Burggarten auf dem Sparrenberg vor. Die Kosten für das Denkmal beliefen sich auf 18.000 Mark (1871). Mit dem Geschenk zeigte der Kaiser seine Dankbarkeit für eine frühere Aufnahme in Bielefeld. 1897 besichtigte er die damaligen Anstalten in Bethel und nahm auf der Sparrenburg die Huldigung der Stadt Bielefeld entgegen. Zugleich soll das Standbild dem Kaiser eine Mahnung sein, seinem Vorfahren nachzueifern und seinen Grundsätzen treu zu bleiben, indem er „den einmal als richtig erkannten Weg allen Wiederstand [sic!] zum Trotz unbeirrt“ weitergeht.
Das noch unfertige Original bezeichnete der Kaiser in einem Telegramm als ein „hervorragend gelungene[s]“. Es wurde am 30. März 1901 in der Siegesallee in Berlin enthüllt.
Für die Stadt Bielefeld war das Geschenk „eine unerwartete, große Freude“, welche die durch den Kurfürsten begründete „weltgeschichtliche Bedeutung“ für die Stadt und den Sparrenberg hervorhebe. Die Sparrenburg war in den Jahren 1647–1668 wiederholt Aufenthaltsort des brandenburgischen Kurfürsten und seiner Familie gewesen. Friedrich Wilhelm von Brandenburg ließ die nach dem Dreißigjährigen Krieg entstandenen Schäden an der Burg ausbessern und förderte u. a. den Leinenhandel in Bielefeld. Auch einen Kosenamen vergab Friedrich Wilhelm für das Ravensberger Land: „Spinn- und Linnenland“.
Am 19. Juli 1899 besichtigte Fritz Schaper die Sparrenburg, um deren Stil kennen zu lernen und den genauen Standort der Statue zu bestimmen. Der Bildhauer war von der Sparrenburg angetan und ordnete an, dass die Statue in Bronze gegossen werden und das Postament aus Granit bestehen sollte. Den Abguss übernahm die Aktiengesellschaft vorm. H. Gladenbeck und Sohn aus Friedrichshagen bei Berlin. Die Aufstellung des Denkmals erfolgte im Juni, während die offizielle Übergabe durch den Kaiser zwei Monate später erfolgte.

## Enthüllung
Zur Vorbereitung des Festaktes wurde eigens ein Festausschuss gebildet, welcher die Ausgabe von 750 Einladungskarten sowie die Anordnung der Spalierbildung in den Straßen Bielefelds durch Schülerinnen und Schüler sowie Fabrikarbeiter regelte.

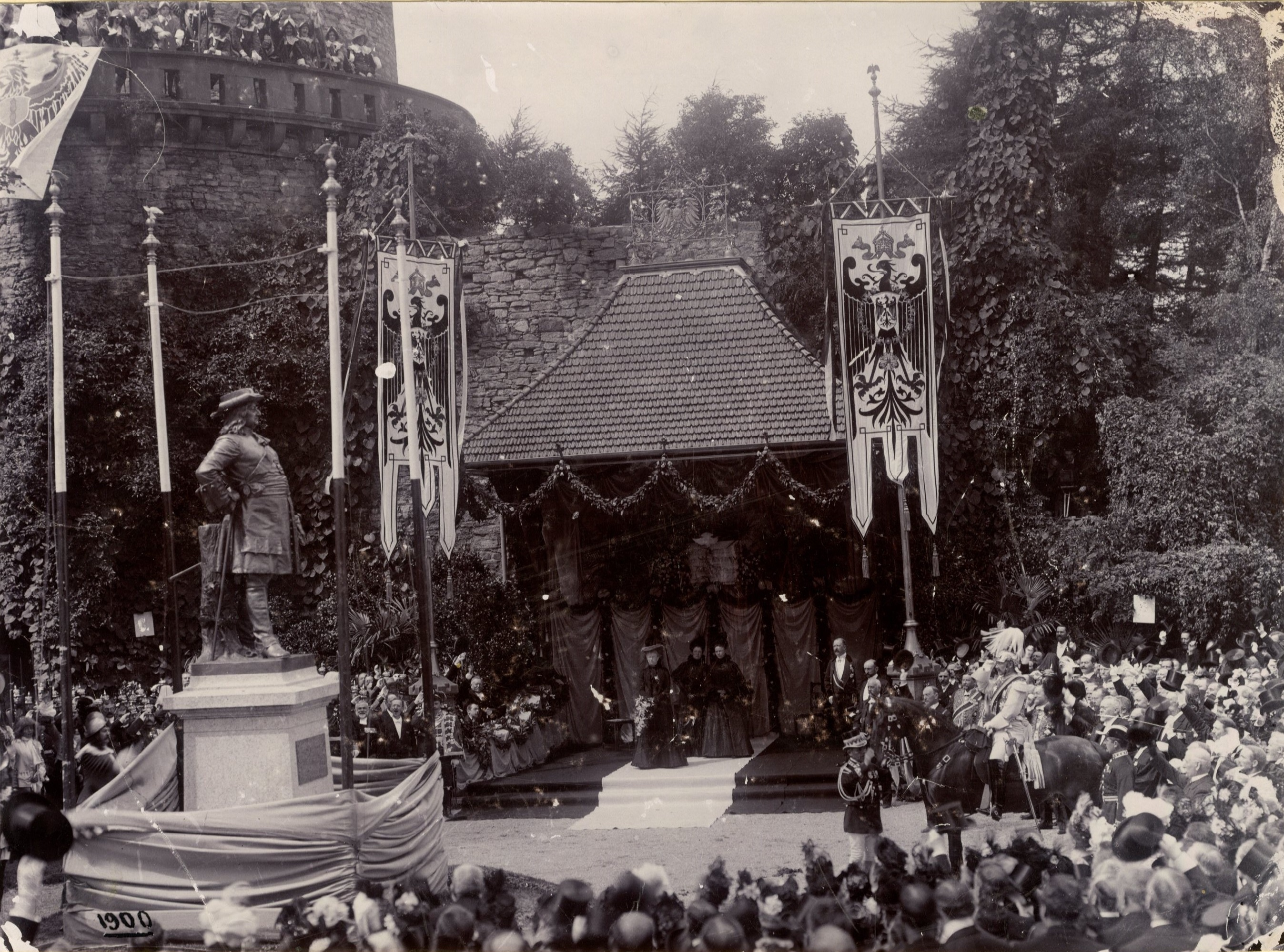
Kaiser Wilhelm II. auf dem Pferd sitzend vor dem enthüllten Denkmal

Am 6. August 1900 erfolgte im Beisein des Kaisers, seiner Ehefrau Auguste Viktoria und des Bildhauers Fritz Schaper die Enthüllung des Denkmals.
Für die Feierlichkeit wurde die drei Kilometer lange Strecke mit Wimpeln und Kränzen geschmückt und auf dem Burginnenhof ein Kaiserzelt aufgestellt. Die Bürger der Stadt säumten den Weg vom Bielefelder Bahnhof zur Burg. Den Zug des Kaisers begleitete eine Eskorte Münsterscher Kürassiere. Die Kaiserin fuhr in einem offenen Vierspänner und hinter ihr ritt der Kaiser in Garde du Corps-Uniform.
Auf der Burg hatten nur geladene Gäste Zutritt, welche sich an eine Kleiderordnung halten mussten. Auch war eine Anzahl Personen in der Tracht zur Zeit des Großen Kurfürsten zugegen. Begrüßt wurde das Kaiserpaar mit einem Gedicht von Frida Schanz, vorgetragen von Minna Bunnemann, der Tochter des damaligen Oberbürgermeisters Gerhard Bunnemann (Amtszeit 1881–1910).
Bei der Übergaberede betonte Kaiser Wilhelm II. die langjährige Treue der Stadt Bielefeld und der Ravensberger gegenüber den Hohenzollern und hob die Taten des Kurfürsten Friedrich Wilhelm von Brandenburg hervor. Nun sei es die Aufgabe des Kaisers, sein Werk fortzusetzen und die Deutschen sollen zeigen, "daß der Arm  des Deutschen Kaisers auch bis in die entferntesten Teile der Welt reicht".
Nach diesen Worten wurde das Denkmal von seiner Hülle befreit und es folgte die deutsche Kaiserhymne „Heil dir im Siegerkranz“. Daraufhin bedankte sich der Oberbürgermeister Bunnemann im Namen der Stadt für die Statue des Großen Kurfürsten und lobte dessen Wirken für die Stadt Bielefeld und das Ravensberger Land. Mit einem Treuebekenntnis zum Kaiser schloss er seine Rede. Danach reichte er den mit Wein gefüllten Ehrenpokal an den Kaiser, der ihn mit den Worten „Der Graf von Ravensberg den Ravensbergern“ austrank.
Nach der Feierlichkeit wurde auf dem Ehrenpokal eine Gedenkmünze angebracht, deren Inschrift den Ausspruch des Kaisers nebst Datum beinhaltete. Sodann begab sich das Kaiserpaar zur östlichen Burgmauer, wo eine Eiche gepflanzt wurde. Der Sprössling entstammte der vom damaligen Prinzen Wilhelm 1876 gepflanzten Eiche im Garten des Fürstenhauses zu Kassel. Bei dieser Gelegenheit übergab der Kaiser seinem ehemaligen Erzieher Geheimrat Georg Ernst Hinzpeter den Kronenorden erster Klasse.
Nach den abschließenden Feierlichkeiten mit Parademarsch und Musik des Posaunenchors begab sich die kaiserliche Eskorte zum Haus des Geheimrates Hinzpeter, bevor der Hofzug Bielefeld in Richtung Kassel verließ.

## Gemälde

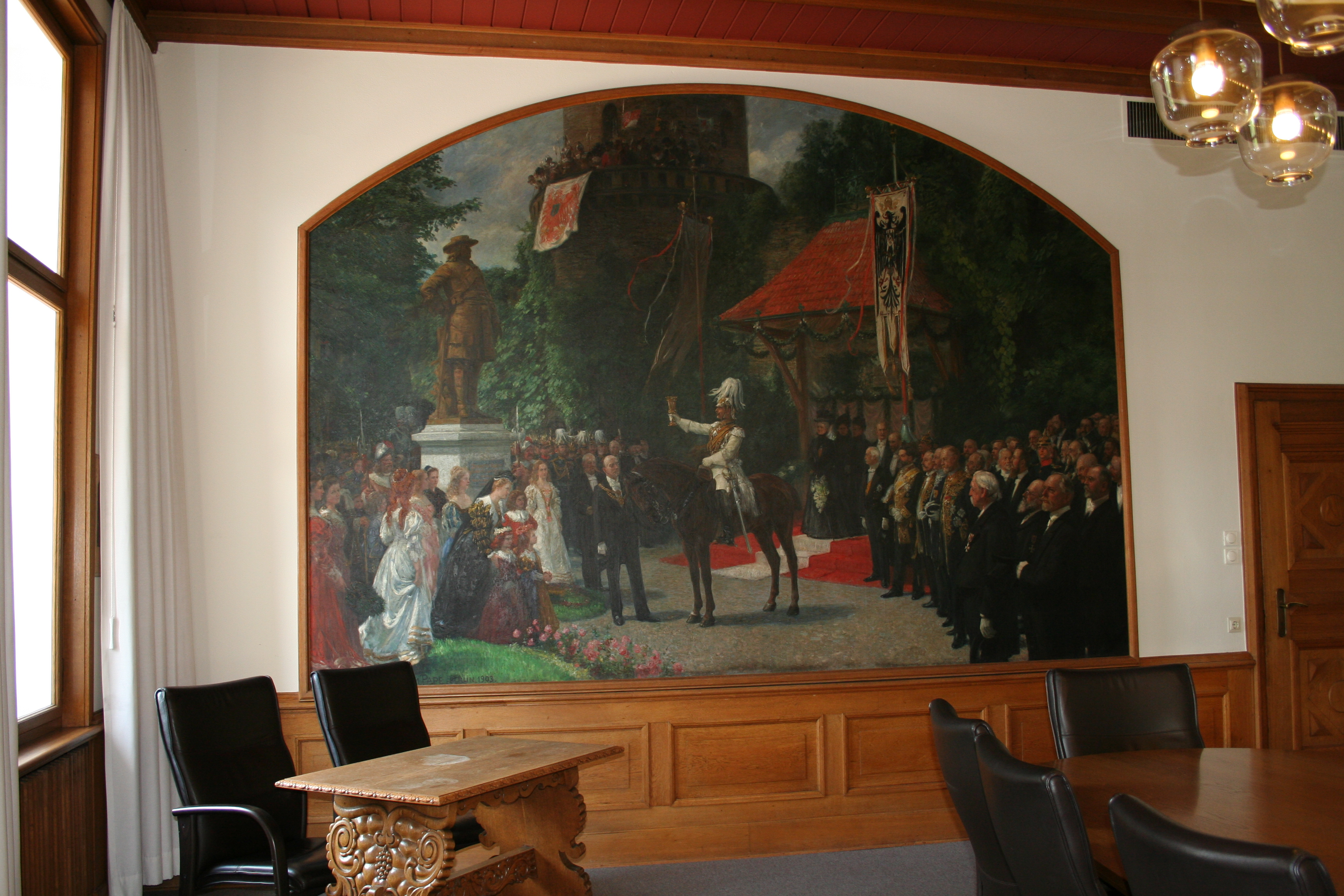
Gemälde „Der Graf von Ravensberg seinen Ravensbergern“

Am Tag der Enthüllung ernannte Kaiser Wilhelm II. den Verlagsbuchhändler Johannes Klasing zum preußischen Kommerzienrat. Zur Erinnerung an die Denkmalenthüllung stifteten die Verlagsbuchhändler Johannes Klasing und Wilhelm Velhagen ein Gemälde, mit dessen Ausführung der Berliner Maler William Pape beauftragt wurde. Für die Fertigstellung des halbrunden Gemäldes mit dem Titel "Der Graf von Ravensberg seinen Ravensbergern" benötigte William Pape vier Jahre. Als Vorlage bediente er sich eines Fotos.
Heutzutage (Stand: Mai 2015) ziert das Gemälde den Nahariya-Raum im Alten Rathaus, welcher als Sitzungsraum oder als Veranstaltungsfläche benutzt wird.

## Nach der Enthüllung
Trotz der Bombenschäden auf der Sparrenburg gegen Ende des Zweiten Weltkrieges, als Teile des Hauptgebäudes zerstört wurden, blieben der Turm und die Statue unversehrt. Am 18. Mai 1984 erfolgte die Eintragung der Sparrenburg mit dem Kurfürstendenkmal in die Denkmalliste des Landes NRW und die zuständige Untere Denkmalbehörde wertete die Sparrenburg als ein „denkmalwertes Gebäude mit überregionaler Bedeutung“. Für das Denkmal ist der Immobilien-Service Betrieb Bielefeld zuständig. Bei Entwässerungsarbeiten 2010 entdeckte man unter dem Denkmal ein unterirdisches Gewölbe, das die Standfestigkeit des Kurfürstendenkmals jedoch nicht gefährdet. Nach Fertigstellung der Pflasterarbeiten wurde das neu entdeckte Gewölbe wieder verfüllt und ist somit nicht für die Öffentlichkeit zugänglich.
Bei städtischen Führungen zum Thema „Hohe Herren bürgernah“ werden Interessierten die Zeiten unter den brandenburgischen Kurfürsten und preußischen Königen sowie die Kaiserbesuche in Bielefeld vorgestellt.